# ГАЕС Fairfield
ГАЕС Fairfield — гідроакумулювальна електростанція у штаті Південна Кароліна (Сполучені Штати Америки).
При створенні гідроакумулювальної схеми як нижній резервуар використали водосховище ГЕС Парр (14,4 МВт), споруджене в 1914-му році на річці Брод — лівому витоку Конгарі, котра в свою чергу є правим витоком річки Санті (впадає до Атлантичного океану за шість десятків кілометрів на північний схід від Чарлстону). Ця водойма, що утримується бетонною гравітаційною греблею Парр висотою 12 метрів (нарощена на 2,7 метра у 1970-х в межах проекту ГАЕС) та довжиною 610 метрів, має корисний об'єм 36 млн м3, що забезпечується коливанням рівня у діапазоні 3,3 метра.
Верхній резервуар створили на струмку Frees Creek, лівій притоці Брод. Для цього його перекрили земляною спорудою (гребля В) висотою 55 метрів та довжиною 1520 метрів, яка разом з трьома допоміжними дамбами (греблі А, С і D) утримує водосховище Монтічелло з площею поверхні 27,5 км2 та об'ємом 493 млн м3. Корисний об'єм резервуару так само становить 36 млн м3, що забезпечується коливанням рівня між позначками 128,2 та 129,5 метра НРМ. Це дозволяє запасати ресурс на 8 годин роботи станції, або еквівалент 4 млн кВт-год електроенергії.
Розташований біля греблі В машинний зал обладнали вісьмома оборотними турбінами типу Френсіс потужністю по 63,9 МВт, які використовують напір у 50 метрів. Із верхнім резервуаром вони пов'язані чотирма напірними водоводами довжиною по 244 метри з діаметром 7,9 метра, котрі на завершальному етапі розгалужуються на вісім діаметром по 5,6 метра.
Зв'язок з енергосистемою забезпечується ЛЕП, розрахованою на роботу під напругою 230 кВ.
Можливо також відзначити, що на березі верхнього резервуару знаходиться атомна електростанція V.C. Summer, тобто саме той об'єкт, котрий бажано доповнювати балансуючими потужностями.